# Джозеф, Джейсон
Джейсон Джозеф (фр. Jason Joseph; род. 11 октября 1998, Базель) — швейцарский легкоатлет, который специализируется в беге на короткие дистанции с барьерами. Чемпион III Европейских игр 2023 года, чемпион Европы 2023 года в помещениях, бронзовый призёр чемпионата Европы 2024 года. Участник летних Олимпийских игр 2020 года.

## Карьера
Джейсон Джозеф родился 11 октября 1998 года в Базеле, в Швейцарии, в семье выходцев из стран Карибского бассейна. Изначально проявлял интерес к таким видам спорта, как футбол, брейк-данс и боевые искусства. Легкой атлетикой начал заниматься в возрасте 11 лет.
В 2018 году принял участие во взрослом чемпионате Европы в Берлине, занял итоговое 12-е место в беге на 110 метров с барьерами. Через год, на чемпионате мира в Катаре стал 13-м.
В 2021 году принимал участие в летних Олимпийских играх в Токио. В беге на 110 метров с барьерами занял итоговое четырнадцатое место с результатом 13,46.
В 2023 году, с результатом 7,41 в беге на 60 метров с барьерами завоевал золотую медаль на чемпионате Европы в помещениях в Стамбуле. В этом же году стал чемпионом III Европейских игр.
В июне 2024 года на чемпионате Европы по лёгкой атлетике в Риме завоевал бронзу на дистанции 110 метров с барьерами с результатом 13,43 сек.

## Достижения
- Чемпион Швейцарии в беге на 110 метров с барьерами — 2019, 2020, 2021, 2022, 2023;
- Чемпион Швейцарии в беге на 60 метров с барьерами в помещении — 2017, 2018, 2019, 2020, 2023.